# 國家挪威語社團

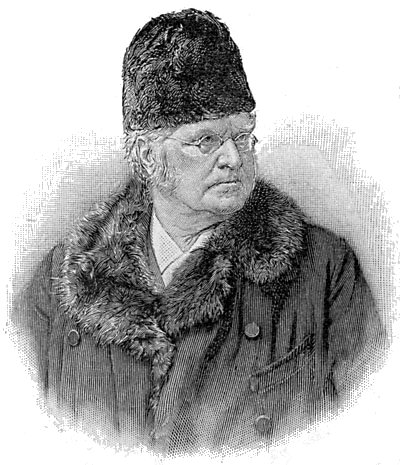
比約恩斯徹納·比昂松是國家挪威語社團的建立人。

國家挪威語社團（挪威語：Riksmålsforbundet），又稱傳統標準挪威語保護社團，是一個主要支持國家挪威語（一種比書面挪威語更加保守的非官方書寫方案）的社團。 
社團由挪威諾貝爾文學獎得主比約恩斯徹納·比昂松於1907年4月7日建立。

## 歷史
克勞茲·克勞森從1850年代開始發表了數本關於挪威語標準的著作。但「國家挪威語」這個叫法，最早由比約恩斯徹納·比昂松於1899年提出，用以指代當時挪威本土使用的丹麥語，以及被上層當作口頭語言的丹麥-挪威語。同年，在比昂松的領導下，挪威開展了國家挪威語運動，以抗衡與其同期競爭的新挪威語（本土挪威語）。之後國家挪威語社團開始轉移注意力，改爲與當時挪威政府企圖推廣的共同挪威語作鬥爭。
近年來的一些語言改革，尤其是1981年及2005年的改革方案，使政府認可的書面挪威語與傳統的國家挪威語基本已經沒有差別，以政府亦放棄了共同挪威語政策——可以說，該社團已經大體完成了其設立的目標。由於與共同挪威語政策相悖，國家挪威語被挪威政府封禁了數十年，而今又重新成爲社會及政府認可的書寫方案（雖然日常使用不多）。
國家挪威語社團的主要刊物爲《文字》（Ordet）。